# Canale palatine mici
Canale palatine mici (Canales palatini minores) sunt 2 canale ce străbat vertical procesul piramidal al palatinului. Aceste canale se deschid pe fața inferioară a procesului piramidal al palatinului prin două găuri palatine mici (Foramina palatina minora), care sunt situate lângă gaura palatină mare de pe lama orizontală a palatinului. Prin canale palatine mici trec nervii palatini mici (Nervi palatini minores) și arterile palatine mici (Arteria palatina minor)